# Al-Basra
Al-Basra (ar: البصرة) este o provincie a Irakului, situată în sudul țării. Se învecinează la sud cu Kuweitul, iar la est cu Iranul. Capitala provinciei este Basra.
Alte orașe importante din provincia Al-Basra sunt:
- Umm Qasr
- Zubayr

1. ↑   http://www.citypopulation.de/Iraq-Cities.html Lipsește sau este vid: |title= (ajutor)